# لييج-باستون-لييج 2017
لييج-باستون-لييج 2017 (بالإنجليزية: 2017 Liège–Bastogne–Liège)‏ هو سباق دراجات هوائية، وهو الموسم رقم 103 من نفس السباق، وأقيم في 23 أبريل 2017، وامتدّ لمسافة 258 كيلومتر، وهو أحد سباقات طواف العالم للدراجات 2017، وهو من نوع سباق يوم واحد، وقد شارك في السباق 200 متسابقاً ووصل إلى نهايته 153 متسابقاً.
فاز فيه بالمركز الأول أليخاندرو بالبيردي، وبالمركز الثاني دانيال مارتن، وبالمركز الثالث ميكال كوياتكووسكي.

## الفرق
| فرق عالمية (18)- AG2R La Mondiale - Astana - Bahrain-Merida - BMC Racing Team - Bora-Hansgrohe - Cannondale-Drapac - Dimension Data - FDJ - Katusha-Alpecin - Lotto NL-Jumbo - Lotto-Soudal - Movistar Team - Orica-Scott - Quick-Step Floors - سكاي - سنويب - Trek-Segafredo - UAE Team Emirates فرق قارية محترفة (7)- أكوا بلو سبورت 2017 ‏ - Cofidis, Solutions Crédits - Direct Énergie - رومبوت تشارلز ‏ - سبورت فلاندرين بالويس 2017 ‏ - بنجوال باوليز ساوكس دبليو بي ‏ - Wanty-Groupe Gobert |  |
| |  |

## التصنيف العام النهائي
| التصنيف العام | التصنيف العام      | التصنيف العام   | التصنيف العام   | التصنيف العام |        |
| الدراج        | الدراج             | البلد           | الفريق          | الوقت         | السرعة |
| ------------- | ------------------ | --------------- | --------------- | ------------- | ------ |
| 1.            | أليخاندرو بالبيردي | إسبانيا         | موفيستار        | 6 س 24 د 27 ث |        |
| 2.            | دان مارتن          | جمهورية أيرلندا | كويك ستب-فلورز  | + 0 ث         |        |
| 3.            | ميكال كوياتكووسكي  | بولندا          | سكاي            | + 3 ث         |        |
| 4.            | مايكل ماثيوز       | أستراليا        | سنويب           | + 3 ث         |        |
| 5.            | جون ازقيراي        | إسبانيا         | البحرين ميريدا  | + 3 ث         |        |
| 6.            | رومان بارديه       | فرنسا           | أيه إل أم       | + 3 ث         |        |
| 7.            | مايكل ألباسيني     | سويسرا          | أوريكا سكوت     | + 3 ث         |        |
| 8.            | آدم ييتس           | المملكة المتحدة | أوريكا سكوت     | + 7 ث         |        |
| 9.            | مايكل وودز         | كندا            | كانونديل دراباك | + 7 ث         |        |
| 10.           | رافال مايكا        | بولندا          | بورا هانسغروه   | + 7 ث         |        |

## وصلات خارجية
- لييج-باستون-لييج 2017 على موقع إحصائيات الدراجات الإحترافية (الإنجليزية)